# دیوید آدلر
دیوید آدلر (انگلیسی: David Adler; ۳ ژانویهٔ ۱۸۸۲ – ۲۷ سپتامبر ۱۹۴۹) معمار اهل ایالات متحده آمریکا بود.